# Pacifische reuzensalamander
De Pacifische reuzensalamander (Dicamptodon ensatus) is een salamander uit de familie molsalamanders (Ambystomatidae). De soort werd voor het eerst wetenschappelijk beschreven door Johann Friedrich von Eschscholtz in 1833. Oorspronkelijk werd de wetenschappelijke naam Triton ensatus gebruikt. De salamander wordt ook wel tot de familie Dicamptodontidae gerekend, maar dit is niet onomstreden.

## Naamgeving
De salamander dankt zijn Nederlandstalige naam aan de relatief grote lichaamslengte en het verspreidingsgebied.

## Uiterlijke kenmerken
De salamander kan tot ongeveer 30 centimeter lang worden wat vrij fors is voor een salamander. Het is echter lang niet een van de grootste soorten.Er zijn echter ook exemplaren die helemaal volgroeid de 10 centimeter niet halen, waarschijnlijk als gevolg van een voedseltekort in het larvale stadium. De salamander heeft 12 tot 13 costale groeven.
Het lichaam is rond en stomp en de staart lang en plat, de ledematen zijn relatief klein en hiermee is de salamander niet erg snel op het land. De kleur is koperbruin en meestal is een marmertekening of landkaarttekening van donkerbruine vlekken aanwezig. De basiskleur kan echter ook grijs of groenig zijn en de tekening meer gevlekt of gespikkeld.

## Verspreiding en habitat
De Pacifische reuzensalamander komt voor in Noord-Amerika en leeft endemisch langs de westelijke kuststrook van de Verenigde Staten in Californië. De habitat bestaat uit koele en vochtige bossen. De Pacifische reuzensalamander is zowel een dag- als nachtactieve soort die zich in rust verstopt tussen wortels en takken.

## Levenswijze
Het voedsel bestaat uit kleine vissen, amfibieën, wormen en geleedpotigen. Ook is bekend dat grote naaktslakken en kleine knaagdieren worden gegeten.
Als in november de eerste grote regenbui is overgetrokken zijn de salamanders massaal op straat te vinden vanwege de trek naar en van eiafzettingsplaatsen en worden er vele doodgereden. De larve van de salamander leeft in koel en stromend water waar hij meestal op de bodem blijft. De larven van snelstromende beken hebben een veel hogere staartzoom dan die in langzaam stromende wateren.
Als een exemplaar wordt opgepakt kan deze een blaffend tot ratelend geluid maken dat dient om af te schrikken. Grotere exemplaren kunnen beter met rust worden gelaten want ze kunnen zeer pijnlijk bijten.